# Antoura
Antoura (arabe : عينطورة) et parfois écrit Aintoura par les anglophones, est un village du caza de Kesrouan.

## Démographie
Les habitants sont presque tous maronites.[réf. nécessaire]

## Écoles
Quoiqu'Antoura consiste en un petit village de quelques milliers d'habitants, on y trouve trois grandes institutions : un important collège fondé par les pères lazaristes, le Collège Saint-Joseph, une école primaire appartenant aux Sœurs de la Visitation et une Université affiliée à l'Université de Sherbrooke et l'Université du Québec à Montréal, l'Université Libano-Canadienne.